# Markéta Kavale
Markéta Kavale (* 25. dubna 1962), známá také pod jménem Markéta Kavale-Pazlarová, je česká psycholožka. Věnuje se dlouhodobé individuální psychoterapii, rodinné psychoterapii, poradenství v oblasti partnerských vztahů.